# Frisco City
Pour les articles homonymes, voir Frisco.
Frisco City est une municipalité américaine située dans le comté de Monroe en Alabama.
Selon le recensement de 2010, sa population est de 1 309 habitants. La municipalité s'étend sur 4,04 milles carrés (10,46 km2).

## Démographie
| 1910 | 1920 | 1930  | 1940 | 1950  | 1960  | 1970  | 1980  |
| ---- | ---- | ----- | ---- | ----- | ----- | ----- | ----- |
| 442  | 576  | 1 021 | 994  | 1 068 | 1 177 | 1 286 | 1 424 |

| 1990  | 2000  | 2010  | - | - | - | - | - |
| ----- | ----- | ----- | - | - | - | - | - |
| 1 581 | 1 460 | 1 309 | - | - | - | - | - |